# Tito Axio
Tito Axio (in latino Titus Axius; 2 circa – dopo il 44/45) è stato un magistrato e senatore romano, console dell'Impero romano.

## Biografia
Axio apparteneva alla gens Axia, i cui esponenti repubblicani erano tradizionalmente ritenuti originari della città di Reate: la menzione della tribus Pollia a cui appartengono membri della famiglia presumibilmente imparentati con Axio sembra però indicare un'origine nord-italica. I membri della famiglia imparentati con Axio sono Lucio Axio Nasone, proconsole pretorio di Cipro nel 29/30, e forse suo figlio Lucio Axio Nasone, attestato come quaestor pro praetore in Betica in età giulio-claudia (forse sotto Claudio o Nerone).
Non molto è noto della carriera di Axio. Fu con ogni probabilità lui ad essere onorato come legatus Augusti pro praetore di rango pretorio della provincia di Galazia, forse sotto Caligola, tra 38 e 41: l'iscrizione che lo onora riporta anche che Axio faceva parte del collegio sacerdotale dei fetiales.
L'ultimo incarico noto di Axio lo vede al vertice dello stato romano: egli fu infatti console suffetto insieme a Tito Mussidio Polliano o nel luglio-ottobre del 44 o nel luglio-agosto del 45.
Infine, è noto un matrimonio di tutto rispetto per Axio: sua moglie fu infatti Statilia Cornelia, figlia del console ordinario del 16 Sisenna Statilio Tauro e cugina dei consoli ordinari del 44 e del 45, Tito Statilio Tauro e Tauro Statilio Corvino: è fortemente probabile che la parentela con gli Statilii Tauri abbia promosso la carriera di Axio - console negli anni dei due Tauri -, di cui però non sono noti figli.